# San Potito Ultra
San Potito Ultra ist eine italienische Gemeinde mit 1476 Einwohnern (Stand 31. Dezember 2023) in der Provinz Avellino in der Region Kampanien.

## Geografie
Die Nachbargemeinden sind  Atripalda, Candida, Manocalzati, Parolise, Salza Irpina und Sorbo Serpico.

## Infrastruktur

### Straße
- Autobahnausfahrt Avellino-ovest A16 Neapel–Canosa
- SR 2  Ausfahrt Avellino RA2 Avellino–Salerno
- Via Appia

### Bahn
- Der nächste Bahnhof ist in Salza Irpina an der Bahnstrecke Avellino–Rocchetta Sant’Antonio zu finden.

### Flug
- Flughafen Neapel

## Söhne und Töchter der Gemeinde
- Giuseppe Nazzaro (1937–2015), Ordensgeistlicher und Apostolischer Vikar von Aleppo